# Aristide Baghetti
Aristide Baghetti (25 de febrero de 1874-21 de marzo de 1955) fue un actor teatral y cinematográfico de nacionalidad italiana.

## Biografía
Nacido en Civitavecchia, Italia, antes de actuar se había graduado en contabilidad, encontrando trabajo en correos. Apasionado de la actuación, subió al escenario siendo muy joven y, tras formarse en diversas compañías dramáticas, entró a formar parte de formaciones teatrales de primera línea, como en 1898 en la  Baccani-Brignone-Campioni, en 1900 en la Mauri en el Teatro Manzoni de Roma y luego con la Paladini-Iggius. Más adelante trabajó en la Reinach-Pieri y con la Tovagliari-Carloni Talli-Pezzinga. En 1907 actuó junto a Teresa Mariani bajo dirección de Vittorio Zampieri, y después con Oreste Calabresi, artista que puede definirse como su maestro. 
En 1912 actuó con la Reiter-Carini, y en 1915, al retirarse de la escena Reiter, dio el salto de calidad que consagraría su carrera: Ermete Novelli lo reclamó para trabajar en su compañía (la famosísima Compagnia Fert), donde actuaría acompañando a la gran Lyda Borelli. 
En 1917 colaboró por vez primera con la Carini-Gentilli-Dondini-Baghetti en el  Stabile de Génova. En 1919 empezó a trabajar como director teatral – a excepción de 1921, año en el que se incorporó a la Almirante-Pescatori-Migliari, compañía teatral en la cual estaba Dora Menichelli – junto a Giuseppe Sichel, Ermengilda Zucchini Majone y Giannina Chiantoni, y más tarde con Ermanno Liberati, Anna Magnani y Amedeo Fuggetta, formando un grupo teatral especializado en el género francés de la pochade que Baghetti dirige hasta 1933 con fortuna diversa. A continuación trabajó con Antonio Gandusio y Cele Abba (1934), Febo Mari (1937), Elsa Merlini y Sandro Ruffini (1939), y de nuevo con Merlini y Renato Cialente. Entre sus mejores interpretaciones figuran las llevadas a cabo en Madame Sans-Gêne de Victorien Sardou, Piccolo caffè de Tristan Bernard, L'asino di Buridano de Robert de Flers y Gaston de Caillavet, y Así es (si así os parece) de Luigi Pirandello.
Interrumpió su actividad teatral con motivo de la Segunda Guerra Mundial, volviendo a actuar en escena tras el final del conflicto, primero en Palermo con Zazà, de Pierre-Francisque Berton y Charles Simon, junto a Isa Miranda el 11 de abril de 1945, y después en Florencia, en el Jardín de Bóboli, el 21 de junio de 1949 con Troilo y Crésida, de William Shakespeare y bajo la dirección de Luchino Visconti. Más adelante, en la temporada 1950-1951 entró en la compañía del Teatro Ateneo de Roma, y en 1953 destacó en el papel de Ferapont, personaje de la obra Las tres hermanas, de Antón Chéjov. Continuó actuando hasta poco antes de su muerte, y todavía tuvo tiempo para intervenir en la representación de El jardín de los cerezos, bajo dirección de Giorgio Strehler, que se llevó a escena en el Piccolo Teatro di Milano el 13 de enero de 1955. Dos meses después fallecía en el mismo Milán.
Baghetti también fue actor cinematográfico, debutando en 1916 bajo la dirección de Mario Caserini en L'ombra accanto a Vittorina Lepanto. Su consagración en la pantalla llegó en 1930 con la película Resurrectio, de Alessandro Blasetti. Participó en docenas de filmes como actor de carácter, el último de ellos Il sole negli occhi  (1953), de Antonio Pietrangeli, en el cual encarnaba al profesor Nicotera.
Baghetti estuvo casado con la actriz Tullia Baghetti, que trabajó con él en películas como La luce del mondo, de Gennaro Righelli (1935), y Voglio vivere con Letizia, de Camillo Mastrocinque (1937). Fue el padre del actor Gino Baghetti y de Claudia Baghetti, esposa del actor Mario Ferrari.

## Filmografía parcial
- L'ombra accanto a Vittorina Lepanto, de Mario Caserini  (1916)
- Resurrectio, de Alessandro Blasetti (1930)
- Ninì Falpalà, de Amleto Palermi (1933)
- La luce del mondo, de Gennaro Righelli (1935)
- Joe il rosso, de Raffaello Matarazzo (1936)
- Voglio vivere con Letizia, de Camillo Mastrocinque (1937)
- Marcella, de Guido Brignone (1937)
- La casa del peccato, de Max Neufeld (1938)
- La mazurka di papà, de Oreste Biancoli (1938)
- Mille lire al mese, de Max Neufeld (1939)
- Amami Alfredo!, de Carmine Gallone (1940)
- Violette nei capelli, de Carlo Ludovico Bragaglia (1941)
- L'affare si complica, de Pier Luigi Faraldo (1942)
- Colpi di timone, de Gennaro Righelli (1942)
- Biraghin, de Carmine Gallone (1946)
- L'onorevole Angelina, de Luigi Zampa (1947)
- Maracatumba... ma non è una rumba, de Edmond Lozzi (1949)
- I figli di nessuno, de Raffaello Matarazzo (1951)
- Il sole negli occhi, de Antonio Pietrangeli (1953)

## Teatro
- Amore mascherato, de Sacha Guitry, dirección artística de Aristide Baghetti y Ermete Liberati, con Aristide Baghetti, Anna Magnani y Alfredo Menichelli, Teatro Argentina de Roma, (15 de octubre de 1932).
- Il profumo di mia moglie, de Leon Lenz, dirección artística de Aristide Baghetti y Ermete Liberati, con Aristide Baghetti, Anna Magnani y Amedeo Fuggetta. Teatro Argentina de Roma, (17 de octubre de 1932)
- L'uomo del piacere, de Paul Géraldy y Robert Spitzer, dirección artística de Aristide Baghetti y Ermete Liberati, con Aristide Baghetti, Anna Magnani y Amedeo Fuggetta. Teatro Argentina de Roma, (19 de octubre de 1932)
- Il primo letto, de Andrea Bisson, dirección artística de Aristide Baghetti y Ermete Liberati, con Anna Magnani y Amedeo Fuggetta. Teatro Argentina de Roma, (20 de octubre de 1932)
- Bourrachon, de Laurent Doillet, dirección artística de Aristide Baghetti y Ermete Liberati, con Aristide Baghetti, Alfredo Menichelli y Anna Magnani. Teatro Argentina de Roma, (22 de octubre de  1932)
- Baciatemi, de Tristan Bernard, Yves Mirande y Gustave Quinson, dirección artística Aristide Baghetti y Ermete Liberati, con Aristide Baghetti, Anna Magnani y Amedeo Fuggetta. Teatro Argentina de Roma, (23 de octubre de 1932)
- L'acquolina in bocca, de Pares, Veber y Von Paris, dirección artística de Aristide Baghetti y Ermete Liberati, con Aristide Baghetti, Anna Magnani y Alfredo Menichelli. Teatro Argentina de Roma, (25 de octubre de 1932)
- Jim la Houlette re dei ladri, de Jean Guitton, dirección artística de Aristide Baghetti y Ermete Liberati, con Aristide Baghetti, Anna Magnani y Alfredo Menichelli. Teatro Argentina de Roma, (30 de octubre de 1932)
- Zazà, de Pierre-Francisque Berton y Charles Simon, dirección artística de Filippo Scelzo, con Isa Miranda, Luigi Pavese y Aristide Baghetti. Teatro Nazionale de Palermo (11 de abril de 1945)
- Troilo y Crésida, de William Shakespeare, dirección de Luchino Visconti, con Vittorio Gassman, Giorgio De Lullo y Aristide Baghetti. Jardín de Bóboli de Florencia, 21 de junio de 1949
- El jardín de los cerezos, de Antón Chéjov, dirección de Giorgio Strehler, con Aristide Baghetti, Tino Carraro y Narcisa Bonati. Piccolo Teatro de Milano, 13 de enero de 1955.